# Gigen
Gigen (bulgariska: Гиген) är ett distrikt i Bulgarien.   Det ligger i kommunen Obsjtina Guljantsi och regionen Pleven, i den nordvästra delen av landet, 150 km nordost om huvudstaden Sofia.
Trakten runt Gigen består till största delen av jordbruksmark. Runt Gigen är det ganska glesbefolkat, med 32 invånare per kvadratkilometer.